# ジョージ・ホワイティング
ジョージ・エルドリッジ・ホワイティング（George Elbridge Whiting、1840年9月14日 - 1923年10月14日）は、アメリカ合衆国のクラシック音楽の作曲家。

## 経歴
ホワイティングは、マサチューセッツ州ホリストン (Holliston) に生まれ、15歳のときにコネチカット州ハートフォードにベートーベン協会 (Beethoven Society) を創設した。1862年にマサチューセッツ州ボストンへ転居し、さらにその後ニューヨークへ移り住んだ。ホワイティングは、ジョージ・ウォッシュボーン・モーガン (George Washbourne Morgan) の下で学んだ。さらにホワイティングは、イングランドヘ渡ってリヴァプール へ赴き、ウィリアム・トマス・ベスト (William Thomas Best) の下で学んだ。さらにその後、ベルリンで、カール・アウグスト・ハウプト (Carl August Haupt) に和声を、ロベルト・ラデッケに管弦楽法を学ぶなどした。
ホワイティングは、ニューヨーク州オールバニやボストンで様々な職位に就いた。ボストン南部の 無原罪懐胎教会 (Church of the Immaculate Conception) のオルガニストおよび合唱隊指導者の地位をジョン・ヘンリー・ウィルコックス (John Henry Willcox) から継承し、そこでハ短調ミサ曲、ヘ短調ミサ曲、変ホ長調ミサ曲を作曲した。
1874年、ホワイティングはマサチューセッツ州ボストンの音楽堂 (the Music Hall) のオルガニストとなった。1878年には、オハイオ州シンシナティの音楽堂に移った。
ホワイティングはまた、一時期、ニューイングランド音楽院のオルガン部門長を務めた。弟子のひとりは、ヘンリー・モートン・ダナム (Henry Morton Dunham) であった。
ホワイティングは、マサチューセッツ州ケンブリッジにおいて、83歳で死去した。

## おもな作品

### 作曲
- Mass in C minor (1872)
- Mass in F minor (1874)
- Mass in F minor (undated)
- Dream Pictures (1874)
- The Tale of the Viking (1878 cantata)
- Leonora (1893 opera)
- Henry of Navarre (cantata)
- March of the Monks of Bangor (cantata)

このほか、オーケストラ楽曲、歌曲、オルガン曲、ピアノ曲などがある。

### おもな著作
- The Organist (Boston, 1870)
- The First Six Months on the Organ (Boston, 1871).